# Groupe D des éliminatoires de la zone Afrique de la Coupe du monde de football 2022
Navigation
Groupe C Groupe E
Le groupe D des éliminatoires de la Coupe du monde 2022 est composé du Cameroun, de la Côte d'Ivoire, du Malawi et du Mozambique.
La Côte d'Ivoire, vainqueur du groupe, se qualifie pour le troisième tour de ces éliminatoires.

## Classement
| Rang | Équipe        | Pts | J | G | N | P | Bp | Bc | Diff |  | Résultats (▼ dom., ► ext.) |     |     |     |     |
| ---- | ------------- | --- | - | - | - | - | -- | -- | ---- |  | -------------------------- | --- | --- | --- | --- |
| 1    | Cameroun      | 15  | 6 | 5 | 0 | 1 | 12 | 3  | +9   |  | Cameroun                   |     | 1-0 | 3-1 | 2-0 |
| 2    | Côte d'Ivoire | 13  | 6 | 4 | 1 | 1 | 10 | 3  | +7   |  | Côte d'Ivoire              | 2-1 |     | 3-0 | 2-1 |
| 3    | Mozambique    | 4   | 6 | 1 | 1 | 4 | 2  | 8  | -6   |  | Mozambique                 | 0-1 | 0-0 |     | 1-0 |
| 4    | Malawi        | 3   | 6 | 1 | 0 | 5 | 2  | 12 | -10  |  | Malawi                     | 0-4 | 0-3 | 1-0 |     |

## Résultats

### Première journée
| 3 septembre 2021 | Mozambique | 0 - 0   | Côte d'Ivoire | Stade national, Maputo                |                                       |
| 13h00            |            | (0 - 0) |               | Arbitrage : Pacifique Ndabihawenimana | Arbitrage : Pacifique Ndabihawenimana |
| 13h00            | Rapport    |         |               | Arbitrage : Pacifique Ndabihawenimana | Arbitrage : Pacifique Ndabihawenimana |

| 3 septembre 2021 | Cameroun                          | 2 - 0   | Malawi | Stade Paul Biya, Olembé  |                          |
| 19h00            | Aboubakar 9e · Ngadeu-Ngadjui 22e | (2 - 0) |        | Arbitrage : Ndala Ngambo | Arbitrage : Ndala Ngambo |
| 19h00            | Rapport                           |         |        | Arbitrage : Ndala Ngambo | Arbitrage : Ndala Ngambo |

### Deuxième journée
| 6 septembre 2021 | Côte d'Ivoire         | 2 - 1   | Cameroun            | Stade olympique Ebimpé, Abidjan |                              |
| 19h00            | Haller 20e (pen.) 29e | (2 - 0) | 61e (pen.) Ngamaleu | Arbitrage : Mustapha Ghorbal    | Arbitrage : Mustapha Ghorbal |
| 19h00            | Rapport               |         |                     | Arbitrage : Mustapha Ghorbal    | Arbitrage : Mustapha Ghorbal |

| 7 septembre 2021 | Malawi    | 1 - 0 | Mozambique | Orlando Stadium, Johannesbourg (Afrique du Sud) |                                   |
| 13h00            | Mbulu 10e | (1-0) |            | Arbitrage : Souleiman Ahmed Djama               | Arbitrage : Souleiman Ahmed Djama |
| 13h00            | Rapport   |       |            | Arbitrage : Souleiman Ahmed Djama               | Arbitrage : Souleiman Ahmed Djama |

### Troisième journée
| 8 octobre 2021 | Malawi  | 0 - 3 | Côte d'Ivoire                         | Orlando Stadium, Johannesbourg (Afrique du Sud) |                          |
| 13h00          |         | (0-1) | 36e Gradel · 85e Sangaré · 90+5e Boga | Arbitrage : Peter Waweru                        | Arbitrage : Peter Waweru |
| 13h00          | Rapport |       |                                       | Arbitrage : Peter Waweru                        | Arbitrage : Peter Waweru |

| 8 octobre 2021 | Cameroun                                | 3 - 1 | Mozambique | Complexe multisports, Japoma |                            |
| 16h00          | Choupo-Moting 28e 51e · Toko-Ekambi 63e | (1-0) | 81e Catamo | Arbitrage : Mohamed Marouf   | Arbitrage : Mohamed Marouf |
| 16h00          | Rapport                                 |       |            | Arbitrage : Mohamed Marouf   | Arbitrage : Mohamed Marouf |

### Quatrième journée
| 11 octobre 2021 | Mozambique | 0 - 1 | Cameroun           | Stade Ibn-Batouta, Tanger (Maroc) |                                 |
| 14h00 (UTC+1)   |            | (0-0) | 68e Ngadeu-Ngadjui | Arbitrage : Sabri Mohamed Fadul   | Arbitrage : Sabri Mohamed Fadul |
| 14h00 (UTC+1)   | Rapport    |       |                    | Arbitrage : Sabri Mohamed Fadul   | Arbitrage : Sabri Mohamed Fadul |

| 11 octobre 2021 | Côte d'Ivoire               | 2 - 1 | Malawi     | Stade de l’Amitié, Cotonou (Bénin) |                             |
| 16h00           | Pépé 2e · Kessié 66e (pen.) | (1-1) | 20e Muyaba | Arbitrage : Bernard Camille        | Arbitrage : Bernard Camille |
| 16h00           | Rapport                     |       |            | Arbitrage : Bernard Camille        | Arbitrage : Bernard Camille |

### Cinquième journée
| 13 Novembre 2021 | Côte d'Ivoire                      | 3 - 0       | Mozambique | Stade de l'Amitié, Cotonou (Bénin)          |                                             |
| 19h00 (20h00)    | Gradel 10e · Cornet 61e · Seri 90e | (1 - 0)     |            | Arbitrage : Gamal Mahmoud Ahmed Al Ghandour | Arbitrage : Gamal Mahmoud Ahmed Al Ghandour |
| 19h00 (20h00)    |                                    | 85e Kambala |            | Arbitrage : Gamal Mahmoud Ahmed Al Ghandour | Arbitrage : Gamal Mahmoud Ahmed Al Ghandour |

| 13 Novembre 2021 | Malawi | 0 - 4   | Cameroun                                                          |  |  |
|                  |        | (0 - 2) | 23e (pen.) Aboubakar · 41e Anguissa · 85e Bassogog · 87e Bassogog |  |  |

### Sixième journée
| Novembre 2021 | Cameroun        | 1 - 0   | Côte d'Ivoire |  |  |
|               | Toko-Ekambi 21e | (1 - 0) |               |  |  |

| Novembre 2021 | Mozambique                | 1 - 0   | Malawi |  |  |
|               | Limbikani Mzava 51e (csc) | (0 - 0) |        |  |  |

## Buteurs
Tableau mis à jour après les résultats de la 4e journée (incomplet)
| Position | Joueur                   | Pays          | Buts |
| -------- | ------------------------ | ------------- | ---- |
| 1        | Sébastien Haller         | Côte d'Ivoire | 2    |
| -        | Eric Maxim Choupo-Moting | Cameroun      | 2    |
| -        | Michael Ngadeu-Ngadjui   | Cameroun      | 2    |
| 4        | Vincent Aboubakar        | Cameroun      | 2    |
| -        | Moumi Ngamaleu           | Cameroun      | 1    |
| -        | Karl Toko-Ekambi         | Cameroun      | 2    |
| -        | Jérémie Boga             | Côte d'Ivoire | 1    |
| -        | Max-Alain Gradel         | Côte d'Ivoire | 1    |
| -        | Franck Kessié            | Côte d'Ivoire | 1    |
| -        | Nicolas Pépé             | Côte d'Ivoire | 1    |
| -        | Ibrahim Sangaré          | Côte d'Ivoire | 1    |
| -        | Richard Mbulu            | Malawi        | 1    |
| -        | Khuda Muyaba             | Malawi        | 1    |
| -        | Geny Catamo              | Mozambique    | 1    |